# Provincia Tierra del Fuego (Argentina)

Localizarea provinciei în Argentina

Provincia Tierra del Fuego (spaniolă Provincia de Tierra del Fuego, Antártida e Islas del Atlántico Sur) este una dintre provinciile Argentinei, localizată în partea sudică (de fapt, cea mai sudică provincie), și are ieșire la Oceanul Atlantic. Aceasta cuprinde și insulele Falkland, Georgia de Sud și Sandwich de Sud, toate administrate de Marea Britanie, dar revendicate de Argentina. Capitala provinciei este orașul Ushuaia.   
Provincia e formată din Isla Grande de Tierra del Fuego ("Insula Mare a Țării de Foc"), acest teritoriu fiind împărțit cu Regiunea XII din Chile ("Regiunea Magallanes și Antarctica Chiliană"), Antarctica argentiniană și insulele Atlanticului de Sud. E și cea mai slab populată zonă din țară.    